# Martin Ebel (Literaturkritiker)
Martin Ebel (* 1955 in Köln) ist ein Journalist und Autor. Er war von 2002 bis zu seiner Pensionierung 2022 beim Zürcher Tages-Anzeiger als Kulturredaktor tätig. Seitdem wirkt er dort als Mitarbeiter im Ressort Leben mit. Er schreibt über kultur- und zeitkritische Themen.

## Leben und Wirken
Martin Ebel studierte Romanistik und Germanistik in Köln, Paris und Freiburg im Breisgau, bevor er 1982 in den Journalismus einstieg. 1985 promovierte er über Pierre Drieu la Rochelle. Während zwanzig Jahren, von 2002 bis 2022, leitete er die Literaturredaktion der Zeitung Tages-Anzeiger in Zürich. Er schrieb als freier Kritiker auch für die FAZ, die NZZ, die Welt und den SWR. 2004 war er in der Jury des Ingeborg-Bachmann-Preises. 2008, 2009 und 2010 wirkte er als Mitglied der Jury bei der Vergabe des Schweizer Buchpreises mit. Bis 2023 war er Mitglied in der Kritikerrunde der Sendung Literaturclub beim Schweizer Fernsehen. Ebenso war er Jury-Mitglied beim Preis der  Leipziger Buchmesse, des Deutschen Buchpreises und der SWR-Bestenliste.
Als Autor und Journalist befasste er sich insbesondere mit Thomas Mann und dessen Schreibprozess.

## Werke (Auswahl)
- Identitätssuche und Affektdenken im Erzählwerk von Pierre Drieu la Rochelle: das gefangene und das verlorene Ich. Rheinfelden: Schäuble Verlag 1986 (Hochschulschrift) Rochelle (1893–1945), wieder aufgelegt bei Schäuble, Rheinfelden u. a. 1994. (= Reihe Romanistik; 60) ISBN 3-87718-770-6

- zusammen mit Joseph Jurt und Ursula Erzgräber: Französischsprachige Gegenwartsliteratur 1918–1986/87. Eine bibliographische Bestandsaufnahme der Originaltexte und der deutschen Übersetzungen. Niemeyer, Tübingen, 1989; Berlin/Boston, de Gruyter, 2016, ISBN 978-3-484-50249-9.
- In Zürich wurde er zu einem 'richtigen Foxtrottel': Hermann Hesse, ‚Narziss und Goldmund‘ (2006)
- Hg.: Nackt gebadet, gejauchzt bis zwölf: Weltliteratur in Zürich – 50 Porträts, München: Nagel & Kimche, 2007
- Rezension: Personenlexikon zu Gottfried Keller In: Tages-Anzeiger vom 3. Februar 2009, S. 46
- Weltliteratur aus Zürich: Ammann schliesst den Verlag: das 30. Verlagsjahr ist auch das letzte: Egon Ammann und Marie Luise Flammersfeld hören im kommenden Juni auf (2009)
- Hg.: Inspiration Schweiz: 70 Autoren, Künstler, Musiker, Schauspielerinnen an 70 Schauplätzen, Zürich: Limmat Verlag, 2016